# グルントヴィークス教会

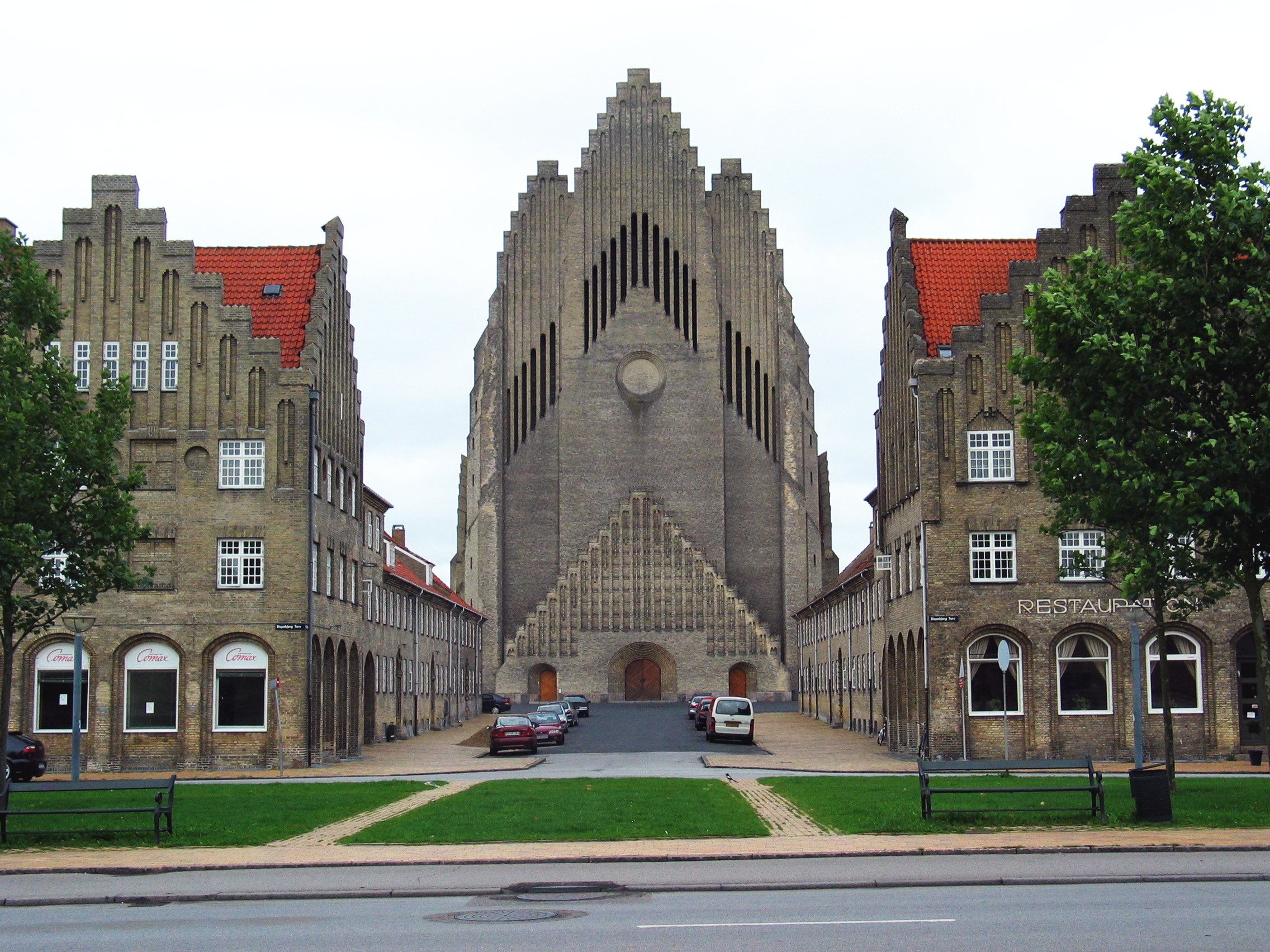
グルントヴィークス教会・西正面

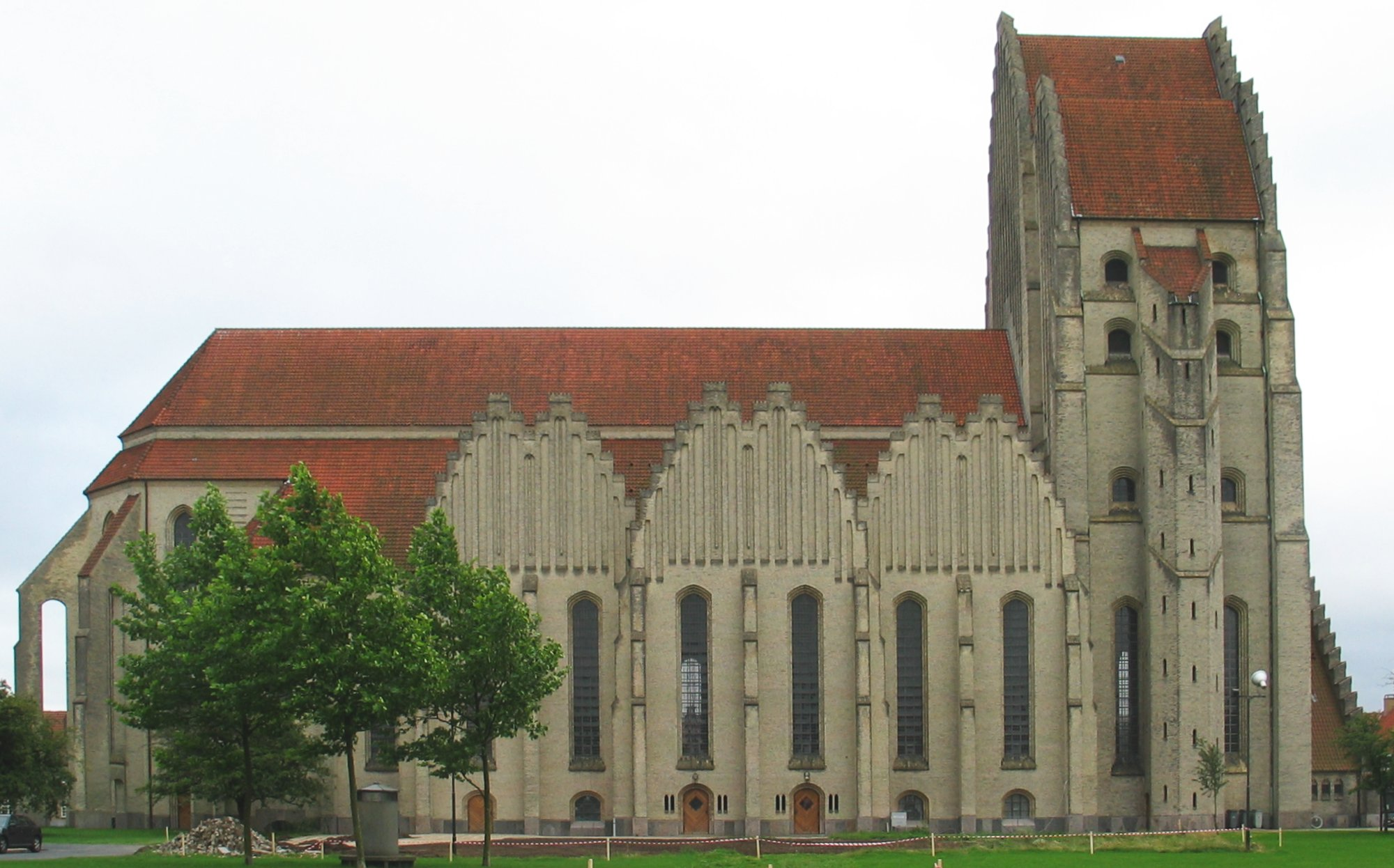
本堂・北側

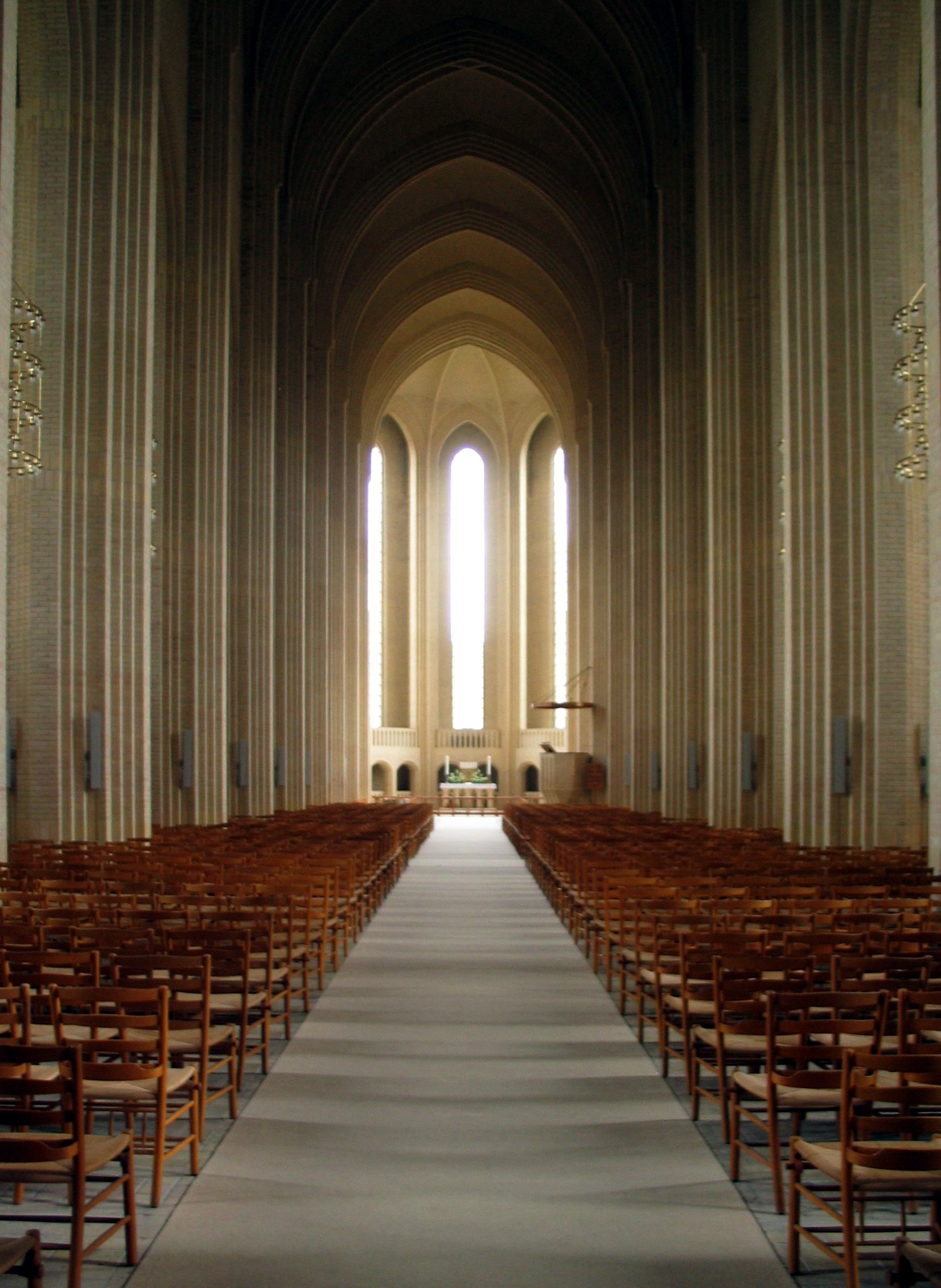
聖歌隊に向かって見た本堂

グルントヴィークス教会（デンマーク語: Grundtvigs Kirke）は、デンマークの首都コペンハーゲン・ビスペビェア地区の教会。最寄り駅はエムドロプ駅。表現主義の様式で設計された教会のなかでは、実際に建てられたまれな例。珍しい外観のため街で最も知られている教会の一つでもある。

## 歴史
デンマークの哲学者ニコライ・フレデリク・セヴェリン・グルントヴィにちなんで名づけられた。教会建設の設計者は建築設計競技により決定されることになり、1913年、ピーザ・ ヴィルヘルム・イェンセン・クリントが勝利し設計者に決まった。この新しい教会の基礎は1921年9月8日の第一次世界大戦後にようやく敷かれた。1921年から1926年まで主に建設が行われたが、更に内装とその近辺の工事は1940年まで続けられ、それはクリントの息子コーオ・クリントによってようやく完成した。
グルントヴィークス教会のためのイェンセン・クリントの設計はさまざまな建築様式を統合して行われている。この建設計画に備えて、建築家は多くのデンマークの教会を研究した。それらの伝統的な建築様式、材料、装飾はイェンセン・クリントのデザインを奮い立たせた。イェンセン・クリントはゴシック建築の古典派垂直材に煉瓦表現主義の現代幾何学様式を組み合わせた。ビスペビェア墓地を通り抜けて通じる長い並木道の先に教会は建てられ対照的に置かれた隣接する建物はバロック建築に似た中軸線の景色を創り上げた。
教会の最も際立った特徴は、西構かオルガンの外観を連想させる西正面である。その外観には高さ49m（160フィート）の鐘楼も含めている。イェンセン・クリントはデンマークの教会で一般的ないらか段状切妻の表現で本道を装飾したが先端を二重にすることによって新に解釈しなおされた。本道は優雅な様相を漂う設計がされた。三重の側廊を持つ教会堂は、全長76m（259フィート）、幅35m（115フィート）、本堂の高さは22m（72フィート）。内装はゴシック建築によって改良され集まった1800人の人々にふさわしいものである。典型的なデンマークの建材である600万個の黄色い煉瓦が使用された。
同時期に、教区の集会所とアパートから成る多くの建物が教会の隣に建てられ、景色の迫力を高めている。

### 今日の教会
教会は奉仕の時だけでなく、一年を通して訪問客に開放している。素晴らしいマークスン・オルガンはコンサートに定期的に使用されている。

## エピソード
グルントヴィークス教会の数年後に始められたアイスランドの首都レイキャヴィークのハットルグリムス教会は、ゴシックと現代様式の要素を比較統合したものである。